# Котиледони
Котиледони (од грчког : κοτυληδων од κοτύλη „посуда") или клицини листићи су важан део ембриона у семену биљке. По клијању, котиледони могу да буду први ембрионални листови клијавца. Број котиледона је карактеристика која се користи у систематици биљака за класификацију скривеносеменица (Angiospermae Lindl., синоним Magnoliophyta). Врсте са једним котиледоном називају монокотиле (класа: Monocotyledoneae, синоним Liliopsida). Биљке са два клицина листа се називају дикотиле (класа: Dicotyledoneae, синоним Magnoliopsida).

## Разлике котиледона дикотила, монокотила и голосеменица

### Дикотиле
У зависности од начина клијања котиледони дикотила попримају хлорофил (епигеични) или остају у семењачи (хипогеични). Код клијаваца дикотила чији су котиледони фотосинтетски, они су функционално слични листовима, али се од њих развојно разликују. Котиледони се формирају током ембриогенезе, заједно са коренком и меристемима изданака, па су формирани у семену пре клијања. Прави листови, међутим, формирају се постембрионално (тј. после клијања ) из апикалног меристема изданака, плумуле из које настају надземни делови биљке.

### Монокотиле
Котиледон трава и многих других монокотила је врло измењен лист и састоји се од скутелума и колеоптила. Скутелум је ткиво унутар семена које је специјализовано да апсорбује ускладиштене хранљиве материје из ендосперма на који належе. Колеоптил је заштитна капа која покрива плумулу (из које настаје стабло и листови биљке ).

### Голосеменице
Клијавци голосеменица (Gymnospermae) такође имају котиледоне, али је њихов број различит (отуда стари назив Polycotyledoneae), и варира од 2 до 24. Котиледони формирају спиралу на врху хипокотила (ембрионалног стабалца) окружујући вршни пупољак, плумулу. Број котиледона није сталан за неке врсте голосеменица па тако јела (Abies alba Mill.), има најчешће 5, али има клијаваца и са 4 или 6 котиледона; борови (Pinus spp.) и смрче (Picea spp.) најчешће од 4 до 15; кедрови (Cedrus spp.) 6-10. Код других врсте голосеменица тај број је сталан, као код чемпреса (Cupressus sempervirens L.) и обалске секвоја (Sequoia sempervirens (D. Don) Endl.) 2 котиледона, или код аризонског чемпреса (Cupressus arizonica Greene) и секвоје (Sequoiadendron giganteum (Lindl.) J. Buchh.) 4. Највећи број котиледона 24 забележен је код мексичког пињола (Pinus maximartinezii Rzedowski)

## Албуминско и ексалбуминско семе
Котиледони могу да садрже хранљиве материје када су задебљали. Такво семе је ексалбуминско (без ендосперма), а среће се код храстова, дивљег и питомог кестена, ораха... Други тип среће се код албуминског семена (са ендоспермом), код свих голосеменица и монокотила, као и код неких дикотила. Овде котиледони упијају хранљиве материје из ендосперма и транслоцирају их до тачака раста. Пошто се ове резерве искористе, котиледони могу да поприме хлорофил и вршити фотосинтезу, или могу да увену када примарни листови преузму производњу органских материја. Трајност котиледона може да буде кратка, да отпадну само неколико дана од исклијавања, или дуга, да остану на биљци годину или више.

## Типови клијања
Котиледони, односно клијање може да буде епигеично или хипогеично. Код епигеичног, надземног (фанерокотиларног) клијања котиледони износе семењачу изнад земље и размичу се одбацујући је и могу да поприме хлорофил (фотосинтетски су). Код хипогеичног, подземног (криптокотиларног) клијања котиледони се не размичу, остају у семењачи испод земље и не постају фотосинтетски. Ово је најчешће случај са ексалбуминским семеном.
Хипогеичне биљке имају (у просеку) значајно крупније семе од епигеичних. Оне су такође у стању да преживе ако се клијавац преврши, јер меристем пупољка остаје и под земљом (код епигеичног клијања меристем је на врху па клијавац не може да преживи ако се он уклони, на пример пашом). У суштини постоје две стратегије: (1) или продукција великог броја ситног семена код епигеичног клијања без могућности регенерације ако се надземни део клијавца оштети, (2) или продукција мањег броја крупног (хипогеичног) семена чије су шансе да преживи веће.
Понекад сродне биљке имају различите типове клијања. Тако у породици Fabaceae неке врсте клијају подземно: гвоздено дрво (Gymnocladus dioicus (L.) K. Koch), глицинија (Wisteria sinensis (Sims) DC.), а неке надземно: багрем (Robinia pseudoacacia L.), гледичија (Gleditsia triacanthos L.). Сродност може да буде још ближа на нивоу племена, на пример у племену Maleae Small породице ружа нешпула (Eriobotrya japonica (Thunb.) Lindl.) клија хипогеично, док јабука (Malus domestica Borkh.) клија епигеично.

## Историјат термина
Клициним листићима име котиледони дао је Марчело Малпиги (Marcello Malpighi, 1628-1694). Џон Реј (John Ray, 1627-1705) је био први ботаничар који је открио да неке биљке имају два и друге само један котиледон, и први који је препознао огроман значај ове чињенице да систематику.
Теофраст и Алберт Велики такође су препознавали разлику између дикотила и монокотила .